# 諦 (印度哲學)
諦（羅馬化：Satya），古印度哲學術語，字面意義是現實、真理、真實。在印度各宗教中，都使用這個術語，用來稱呼某個人的思想、言論及行為，是信實可靠、沒有虛假的。也被翻譯為“絕對真理”、“真實語”、“不妄語”。在瑜珈傳統中，諦是印度教戒律（Yamas）五戒大誓之一，規範瑜伽修行者的行為、語言與內心都必須遠離欺騙與扭曲，保持誠實。甘地以此字為字根，創造了真理堅固這個單字，作為印度獨立與非暴力抵抗運動的號召。

## 各派理論

### 佛教
佛教以四聖諦作為基礎教義的總結，“諦”也是十波羅密之一，五戒中有不妄語戒（真實語戒）。